# Кањано (Виченца)
Кањано је насеље у Италији у округу Виченца, региону Венето.
Према процени из 2011. у насељу је живело 878 становника. Насеље се налази на надморској висини од 16 м.